# Djefi
Djefi war ein Bürgermeister und Vorsteher der Priester, der in der altägyptischen Ersten Zwischenzeit in Qus oder Koptos amtierte. Als Vorsteher der Priester hatte er auch weltliche Aufgaben zu erfüllen und war damit auch Statthalter. 
Djefi ist von drei Stelen bekannt, die wahrscheinlich alle aus Naqada stammen, wo der Friedhof von Qus lag. Auf der Stele des Chenmes berichtet dieser, dass Djefi ihn nach Iuschenschen aussandte, einer Stadt, die Chenmes zerstört vorfand und dann wieder neu gründete. Der Vorsteher von Stoffen des großen Hauses, Hasi, berichtet, dass er für den Vorsteher der Priester, Dagi, und dessen Sohn Djef (wohl Kurzschreibung für Djefi) diente. Djefi war also Sohn eines Priestervorstehers und folgte seinem Vater im Amt. Eine dritte Stele berichtet, dass der Älteste des Hauses Senen Korn abzählte, als es unter dem Bürgermeister und Priestervorsteher Djefi zu einer Hungersnot kam.